# Saint-Michel de Fourques
 (juin 2024).
Si vous disposez d'ouvrages ou d'articles de référence ou si vous connaissez des sites web de qualité traitant du thème abordé ici, merci de compléter l'article en donnant les références utiles à sa vérifiabilité et en les liant à la section « Notes et références ».
Saint-Michel de Fourques (en catalan : Sant Miquel de Forques) était un village de Catalogne du Nord, sur le territoire de l'actuelle commune de Canet-en-Roussillon dans les Pyrénées-Orientales. Il était situé près du nord-ouest du village de Canet, sur la rive droite de la Têt.

## Histoire
L'église et le site sont documentés depuis 982 (ecclesia S. Michaelis de villa Forcas), alors qu'ils dépendaient de Sant Pere de Rodes. Le lieu apparaît dans la documentation médiévale, notamment dans les rapports de possessions de la vicomté de Canet.[réf. nécessaire]

### Église de Sant Miquel
L'église du lieu était dédiée à saint Michel. Toujours mentionné comme ermitage au XVIIe siècle, l'édifice est détruit au XIXe siècle. Des fouilles récentes[Quand ?] en ont mis au jour les vestiges. C'était une église romane à nef unique, avec une abside semi-circulaire à l'est.[réf. nécessaire]